# Vergetot
Vergetot – miejscowość i gmina we Francji, w regionie Normandia, w departamencie Sekwana Nadmorska.
Według danych na rok 1990 gminę zamieszkiwały 284 osoby, a gęstość zaludnienia wynosiła 66 osób/km² (wśród 1421 gmin Górnej Normandii Vergetot plasuje się na 627. miejscu pod względem liczby ludności, natomiast pod względem powierzchni na miejscu 744.).